# Taraxacum rubrisquameum
Taraxacum rubrisquameum — вид квіткових рослин з родини айстрових (Asteraceae). Вид зростає в Європі: Естонія, Латвія, Данія, Німеччина, Норвегія, Польща, Швеція; це багаторічна рослина помірних біомів.